# Alvise IV Mocenigo

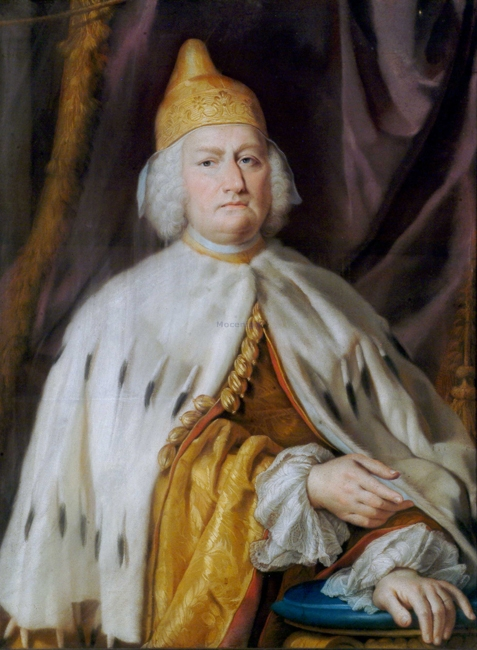
Doge Alvise IV Mocenigo, bijgenaamd Giovanni

Alvise IV Mocenigo (Venetië, 19 mei 1701 – aldaar, 31 december 1778) was de 118e doge van de Republiek Venetië. Mocenigo bestuurde van 19 april 1763 tot zijn dood in 1778. Hij was de 4e doge met de naam Alvise Mocenigo en de 7e doge uit de familie Mocenigo.
Zijn bestuur werd gekenmerkt door nieuwe handelsrelaties met westelijk Noord-Afrika, Spanje, Portugal en Zuid-Amerika, alsook met de Denen. Hiermee verschoof de Venetiaanse blik weg van het oostelijk bekken van de Middellandse Zee, de traditionele Venetiaanse handelsroute.

## Levensloop
Mocenigo was een telg van een oude patriciërsfamilie die al zes doges geleverd had. Zijn ouders waren Alvise Mocenigo en Paolina di Pietro Badoer. Niet alleen droeg zijn vader de voornaam Alvise; ook de meesten van zijn broers en neven heetten Alvise. Vandaar ging Alvise Mocenigo door het leven met de bijnaam Giovanni. Vanaf 1726 werd hij ambtenaar van de republiek; zo was hij kamenier in het Huis van Afgevaardigden. De bevordering tot ambassadeur kwam er in 1729. Hij was ambassadeur in het koninkrijk Frankrijk (1730-1733), de Pauselijke Staat (1734-1737) en tweemaal in het koninkrijk Napels en Sicilië (1738-1739 en 1760-1761).

### Diplomaat
In 1729 ontving Mocenigo de benoeming tot ambassadeur in Parijs. Hij kwam er aan in 1730. Hij had de meeste contacten met kardinaal de Fleury, eerste minister van koning Lodewijk XV. Lodewijk XV schonk Mocenigo een ridderorde alsook relikwieën van Pietro I Orseolo, een doge die heilig verklaard was. Nadien was hij ambassadeur in Rome, vanaf 1734. Hij moest van de Venetiaanse Senaat met paus Clemens XII onderhandelen over de condities in diens vrije havenstad Ancona.
In 1737 keerde Mocenigo terug naar Venetië, waar hem een benoeming wachtte tot procurator van San Marco. In 1738 was Mocenigo op post als ambassadeur in het koninkrijk Napels en Sicilië. Het was het jaar van de troonsbestijging van Karel VII van Napels. Terug in Venetië huwde Mocenigo met Pisana Corner di Ferigo. De beide families behoorden tot de rijkste in Venetië; hun bruiloftsfeest was een luxueus gebeuren in de stad. Het echtpaar kreeg zes zonen, die alle zes de voornaam Alvise kregen. Mocenigo bekleedde in Venetië verschillende openbare ambten. Tijdelijk was hij andermaal ambassadeur in Napels (1760-1761); dit was naar aanleiding van de troonsbestijging van Ferdinand IV van Napels. Zijn verslag aan de Senaat handelde over de erbarmelijke economische toestand van het koninkrijk. Handelsrelaties tussen Venetië en Napels waren voor hem niet aan de orde.

### Doge
In 1778 werd Mocenigo verkozen tot doge. Mocenigo richtte de blik naar het westen van de Middellandse Zee: hij sloot handelsverdragen met Tripoli (1763), Tunis (1764), Marokko (1765) en Algiers (1769). Tevens zocht Mocenigo handelscontacten met Denen en Russen. Daarnaast dreef Venetië handel met Zuid-Amerika dankzij akkoorden die doge Mocenigo sloot met Spanjaarden en Portugezen over het gebruik van de havens Cadiz en Lissabon. Een conflict ontstond met de Pauselijke Staat; de heersende paus Clemens XIII was nochtans een Venetiaan: Mocenigo onderhandelde met Rome over het bezit van kerkelijk vastgoed.
Doge Mocenigo besteedde daarnaast aandacht voor opleidingen in de landbouw. Zo richtte hij een leerstoel landbouwkunde op aan de universiteit van Padua; in andere steden van de republiek verrezen landbouwscholen. Er kwam een minister voor landbouw.
Na de dood van zijn echtgenote (1769) trok doge Mocenigo zich terug in religieuze bezigheden. Zo nam hij regelmatig deel aan processies. Hij overleed in 1778 en werd naast zijn vrouw begraven in de Santi Giovanni e Paolo.

## Schilderijen met Alvise IV Mocenigo

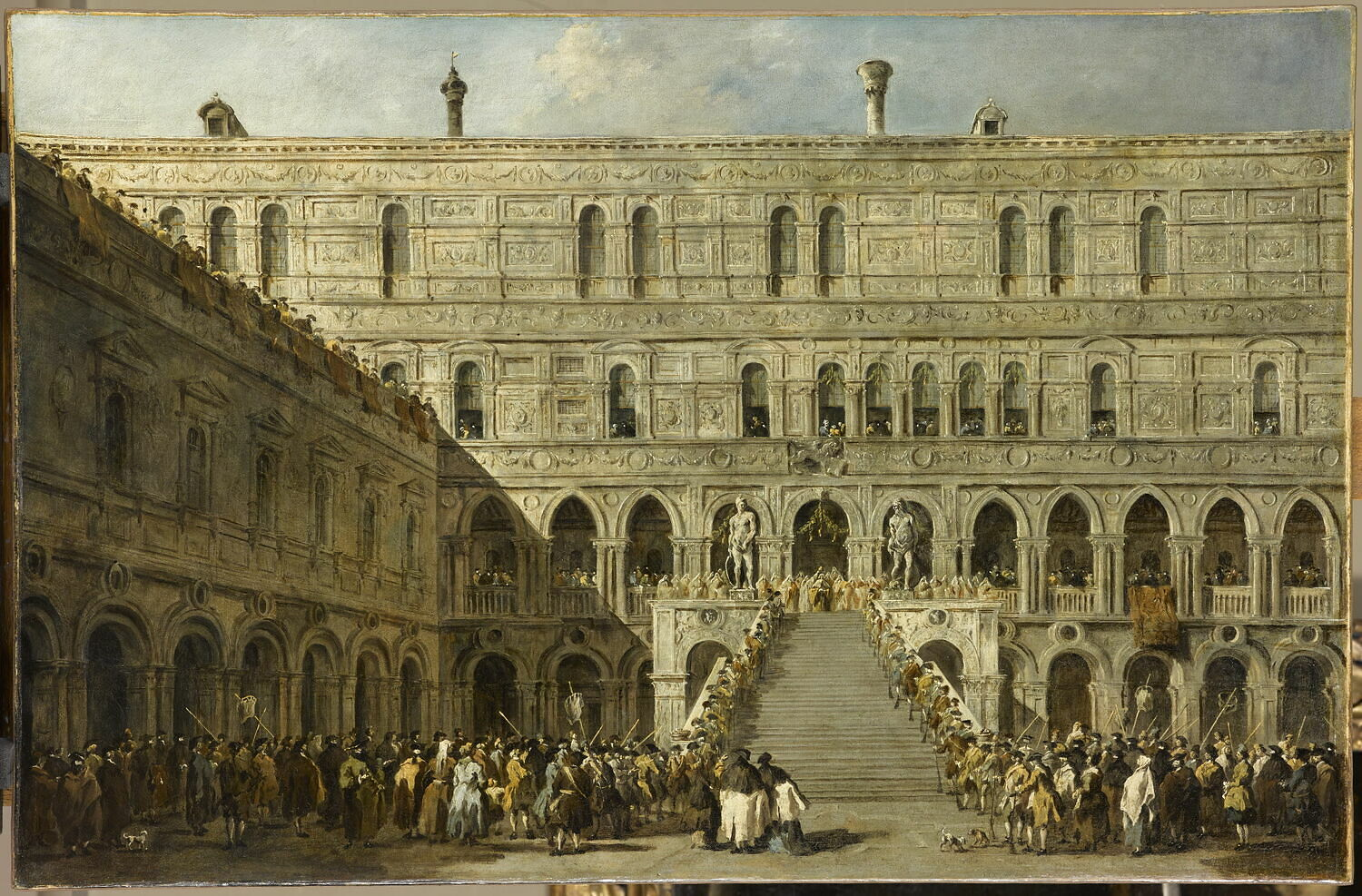
Troonsbestijging van Alvise IV Mocenigo
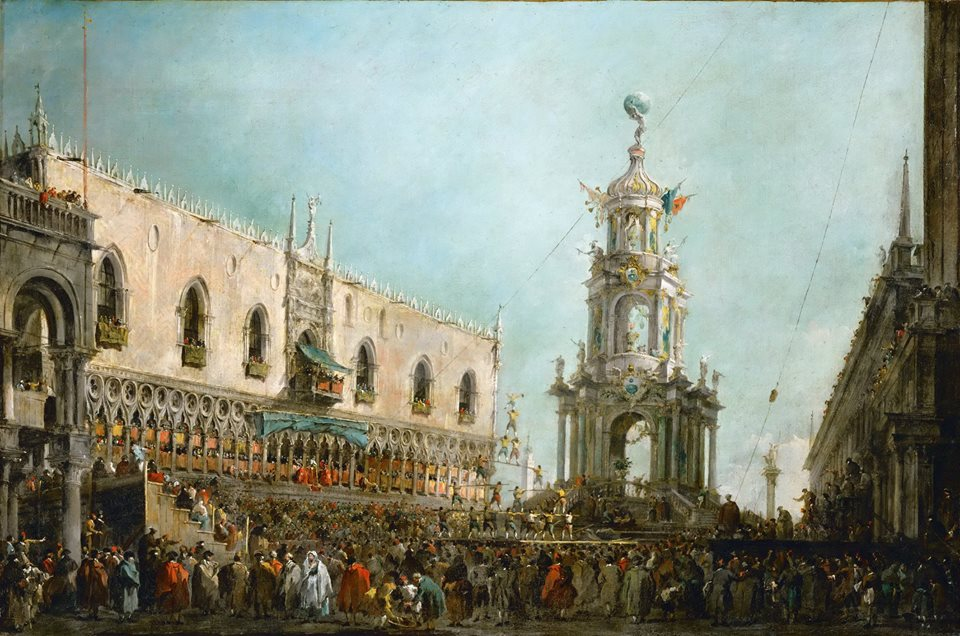
Deelname aan het carnaval van Venetië
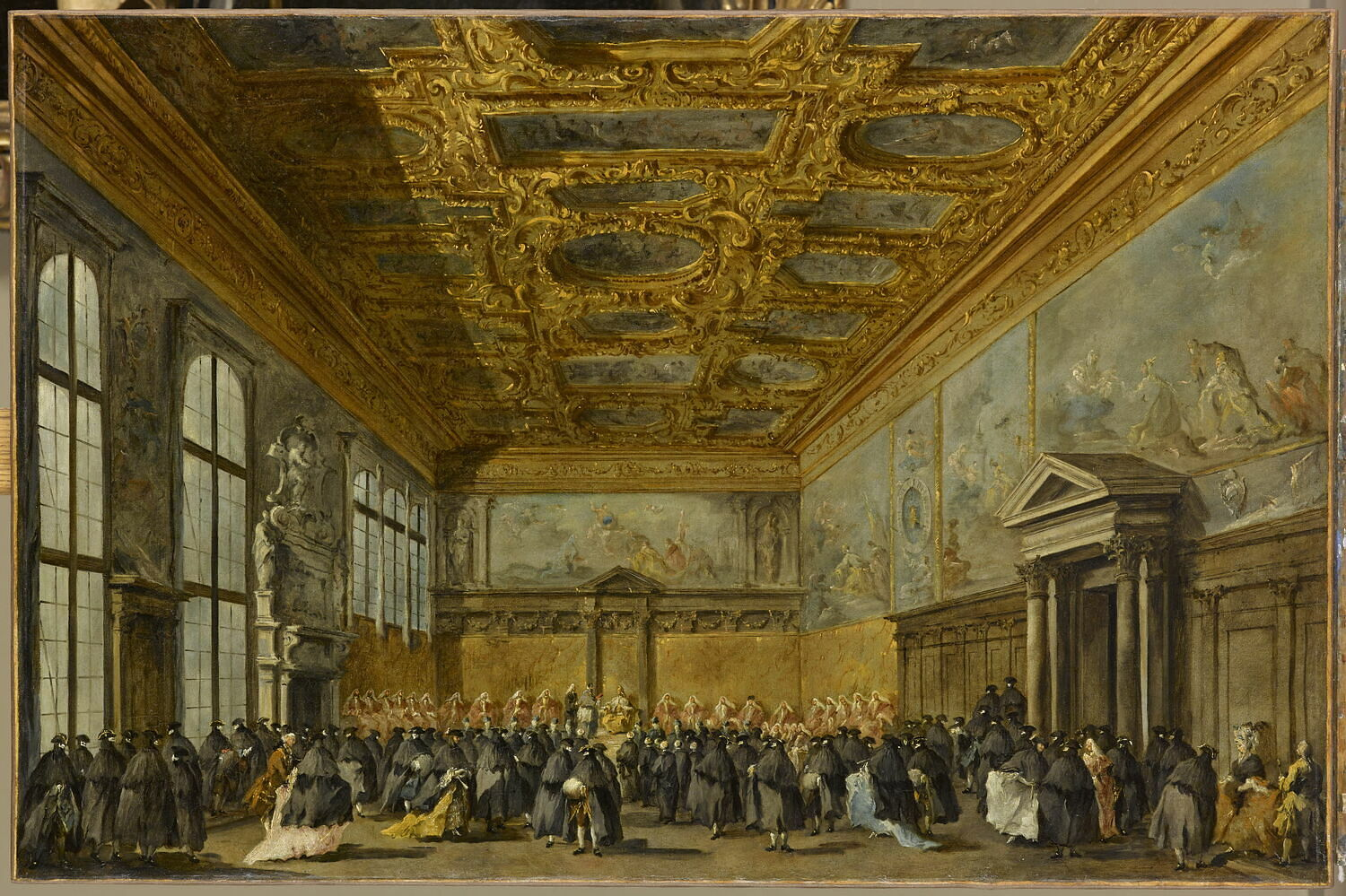
Mocenigo ontvangt ambassadeurs
Zijn begrafenis in de Santi Giovanni e Paolo